# Только она…
«Только она…» — шестой студийный альбом российской певицы Анжелики Варум, выпущенный в 1999 году на лейбле «Студия Союз». Для данного альбома певица записала первые дуэты со своим мужем Леонидом Агутиным, «Февраль» и «Королева», которые пользовались большим успехом у публики.

## Отзывы и признание
| Оценки критиков | Оценки критиков |
| Источник        | Оценка          |
| --------------- | --------------- |
| Живой звук      | [ 1 ]           |

Александр Кутинов из газеты «Живой звук» отметил, что и хотя «повзрослевшая и посерьёзневшая» Анжелика Варум, более не поющая про «Город Вавилон» и не танцующая в неглиже, открывает альбом «проникновенной колыбельной», подводя нас к мысли, что «теперь у неё всё будет по-другому», но «пока по этому самому» не получается. В уши слушателей вливается всё тот же «манерный, капризный, эротичный голосок», «ухают барабанные кольца», и «также любовно выстраивает систему куплет-припев её папа Юрий». Однако рецензент выделил два «выдающихся» трека — «Февраль» и «Королева», сочинённых Леонидом Агутиным, он отметил, что там и ритмика другая и смысл игриво выпеваемых слов отличен от других: «ведь смешно было бы требовать от мужа того же, что и от отца?».
Песни «Февраль» и «Королева» были удостоены статуэток «Золотого граммофона», а также дипломов фестиваля «Песня года». «Королеву» газета «Комсомольская правда» включила в список лучших песен Анжелики Варум.

## Список композиций
| №                   | Название                              | Длительность |
| ------------------- | ------------------------------------- | ------------ |
| 1.                  | «Колыбельная»                         | 3:26         |
| 2.                  | «Состояние жизни»                     | 3:51         |
| 3.                  | «Только она»                          | 3:55         |
| 4.                  | «Четыре шага в облаках»               | 4:05         |
| 5.                  | «Февраль» (дуэт с Леонидом Агутиным)  | 4:16         |
| 6.                  | «Пирамиды»                            | 4:41         |
| 7.                  | «Четыре лилии»                        | 5:16         |
| 8.                  | «Она-она»                             | 3:26         |
| 9.                  | «Танго»                               | 3:53         |
| 10.                 | «Дождливое такси»                     | 4:22         |
| 11.                 | «Королева» (дуэт с Леонидом Агутиным) | 3:26         |
| Общая длительность: | Общая длительность:                   | 44:37        |

## Участники записи
- Анжелика Варум — вокал
- Юрий Варум — музыка (1-4, 6-10), слова (1)
- Леонид Агутин — вокал (5, 11), музыка (5, 11), слова (5)
- Кирилл Крастошевский — слова (1, 2, 8, 10)
- В. Волков — слова (3, 4)
- Антон Холодов — слова (4)
- Олег Гегельский — слова (6, 7)
- Вадим Шагабутдинов — слова (9)
- Герман Витке — слова (11)
- Александр Косарев — исполнительный продюсер
- Влад Локтев — фото
- Михаил Королёв — фото
- Никита Рыбаков — фото
- Сергей Павлов — фото

Сведения взяты из аннотации к альбому.